# Hansel Miethová
Hansel Miethová (nepřechýleně Hansel Mieth; 9. dubna 1909 Oppelsbohm – 14. února 1998 Santa Rosa) byla americká fotoreportérka německého původu, která pracovala v časopise Life. Je známá svými fotografiemi se sociální tematikou, které zachycovaly život amerických dělníků ve třicátých a čtyřicátých letech 20. století. Se svým manželem Otto Hagelem významně přispěli k rozvoji sociální dokumentaristiky a fotožurnalistiky ve Spojených státech amerických. Miethová a Hagel vedli život, v němž se snažili o sociální a politickou nezávislost, nikoli o komerční úspěch nebo slávu. V mnoha případech nejen zaznamenávali své objekty, ale také s nimi pracovali a žili.

## Život
Narodila se jako Johanna Miethová v Oppelsbohmu v Německu do silně nábožensky založené rodiny, odkud se snažila brzy uniknout. V roce 1920 se rodina přestěhovala do Fellbachu, kde se seznámila s Otto Hägelem, který si později změnil jméno na Hagel. V patnácti letech utekla z domova a pracovala v továrně. V roce 1927 se jako 17letí společně s Hagelem vydali na cyklistickou cestu kolem Středozemního moře, do Itálie, Francie a Španělska. Aby utajila své pohlaví, přestrojila se Miethová za chlapce a přijala mužské jméno Hansel, které jí zůstalo po zbytek života. Brzy po návratu se dvojice pustila do ještě většího dobrodružství. Cílem jejich cesty byla Indie, do které se sice nedostali, ale putovali přes Rakousko, Maďarsko a Jugoslávii do Turecka. Na cestování si vydělávali tím, že dodávali novinám a časopisům příběhy a fotografie ze svých cest.
V roce 1928 Hagel, který viděl přicházející hrozbu národního socialismu, odešel do USA. Miethová ho následovala v roce 1930. Mladý pár se ocitl uprostřed velké hospodářské krize, několik let pracovali jako migrující zemědělští dělníci. Pořídili si použitý fotoaparát Leica a začali fotografovat brutální pracovní podmínky a utrpení, které kolem sebe viděli. V San Francisku, Sacramentu a ve venkovských městech, kde pracovali, fotografovali dělnické stávky a pracující bezdomovce. Na počátku třicátých let se zapojili do činnosti Sanfranciské filmové a fotografické ligy. Seznámili se také s profesionálními fotografy a začali prodávat své vlastní fotografie do časopisů. Cyklus fotografií zachycující kruté dělnické stávky a pracující bezdomovce nakonec vyšel v časopise Life v roce 1934 pod titulkem „Velký hlad“.
Miethová zpočátku pracovala pro časopis Time. V roce 1937 nastoupila jako teprve druhá fotografka do redakce časopisu Life a s Otto Hagelem se přestěhovali do New Yorku. Hagel pracoval jako fotograf na volné noze. Miethová vytvořila mnoho důležitých fotoreportáží věnovaných tématům jako matky samoživitelky, žlutá zimnice, nechvalně proslulý surrealistický večírek Salvadora Dalího a pokusy na zvířatech. Její snímek opice makak rhesus sedící ve vodě na korálovém útesu se stal jedním z nejslavnějších snímků časopisu.
V roce 1940 se Miethová za Hagela provdala. Po vstupu USA do druhé světové války se Hagel, který měl na rozdíl od Miethové stále německé občanství, obával internování. Manželé se proto uchýlili na odlehlý ranč Singing Hills poblíž Santa Rosy v severní Kalifornii. Miethová nadále přijímala fotografické zakázky pro časopis Life, zatímco Hagel ranč během války neopustil a americké občanství přijal až v roce 1945.
Během druhé světové války fotografovala Miethová v japonsko-americkém internačním táboře Heart Mountain, kam byli posláni Američané japonského původu poté, co byli na základě nařízení prezidenta Franklina Roosevelta po bombardování Pearl Harboru v prosinci 1941 vystěhováni ze svých domovů. Časopis Life fotografie nikdy nezveřejnil a ve známost vešly až v roce 1995.
Na počátku padesátých let 20. století oba manželé odmítli vypovídat před výborem pro neamerickou činnost, který vyšetřoval údajně neloajální, podvratné činnosti a podezřelé komunisty. Manželé se obávali, že by museli zveřejnit jména svých přátel z dělnického hnutí, proto nechtěli vypovídat. Kvůli tomu přišla Miethová o práci, oba manželé se neoficiálně dostali na černou listinu a jejich přátelé se jim začali vyhýbat. Miethová s Hagelem proto odešli do důchodu a přestěhovali se na svůj ranč v Kalifornii, kde chovali dobytek a kde se Miethová věnovala malování. Hagel zemřel v roce 1973 a Miethová na ranči žila a pracovala až do své smrti v roce 1998.

## Dílo
Fotografie Miethové a Hagela byly do značné míry opomíjeny. První retrospektivní výstava fotografické tvorby této dvojice Das andere Amerika Fotografien aus Amerika 1929–1971 byla uspořádána v Německu až roku 1983. V roce 1989 představila galerie Eye v San Francisku výstavu A Lifetime of Concerned Photography a v roce 1991 se v Hagelově rodném Fellbachu v Německu konala výstava Simple Life – Fotografien aus Amerika 1929–1971.
Kompletní archiv prací Hansel Miethové se nachází v Centru tvůrčí fotografie (CCP) na Arizonské univerzitě v Tucsonu, které také spravuje autorská práva k jejím dílům. Archiv Hansel Miethové a Otto Hagela obsahuje osobní doklady a fotografické materiály, korespondenci, rukopisy, finanční záznamy, životopisné materiály, výstavní materiály, spisy o činnosti a audiovizuální materiály. Materiály v archivu pocházejí z let 1911–1998, přičemž převážná část sbírky je z let 1937–1990. Kromě toho se ve sbírce drobných tisků Centra nachází více než 1 000 fotografií.

## Cena Hansely Miethové
Na památku Hansely Miethové je od roku 1998 každoročně udělována cena, která nese její jméno. Jedná se o jedno z nejvýznamnějších ocenění v německé žurnalistice, text a fotografie jsou hodnoceny z hlediska kvality žurnalistiky a společenského významu.